# 원더풀 라디오 (라디오 프로그램)
원더풀 라디오 김현철입니다는 매일 저녁 8시 5분부터 방송된 MBC 표준FM(전국, 수도권 기준 FM 95.9MHz)의 음악 전문 라디오 프로그램이다. 2016년 5월 30일부터 2018년 2월 2일까지 부활의 김태원이 진행하여 방송되었다. 2018년 2월 개편으로 인해 프로그램이 폐지된 이후 2년 만에 2020년 5월 11일부터 MBC 라디오 봄 개편에 에헤라디오가 방송되었다가 폐지되면서 부활되었다. 2022년 3월 28일부터 2023년 11월 19일까지 가수 겸 작곡가 김현철이 진행했다. 2023년 11월 20일부터 가을 개편으로 인해 7년 만에 폐지되었다.
KBO 리그 중계방송이 송출되는 경우에는 방송을 쉬며, 대구MBC, MBC경남, 부산MBC 등은 지역 연고팀 프로야구 중계 시에는 방송되지 않았다.

## 역대 DJ
- 1대 : 김태원 (2016년 5월 30일 ~ 2018년 2월 2일)
- 2대 : 강수지 (2020년 5월 11일 ~ 2021년 5월 28일)
- 3대 : 이석훈 (2021년 5월 31일 ~ 2022년 3월 25일)
- 4대 : 김현철 (2022년 3월 28일 ~ 2023년 11월 19일)

## 역대 방송시간
| 방송 채널  | 방송 기간                          | 방송 시간             |
| ---------- | ---------------------------------- | --------------------- |
| MBC 표준FM | 2016년 5월 30일 ~ 2018년 2월 2일   | 평일 오후 8:05 ~ 9:57 |
| MBC 표준FM | 2020년 5월 11일 ~ 2022년 9월 23일  | 평일 오후 8:05 ~ 9:57 |
| MBC 표준FM | 2022년 9월 26일 ~ 2023년 11월 19일 | 매일 오후 8:05 ~ 9:57 |

## 코너 소개
매일 코너
- 원더풀 차차차
- 기억 속의 멜로디
- 현디 맘대로

요일 코너
- 월요일 : 주제가 있는 음악패키지
- 화요일 : 청취자 신청
- 수요일 : 아내에게 바치는 노래, 남편에게 바치는 노래(with 전영미)
- 목요일 : 원더풀 마음카페(with 송형석)
- 금요일 : 털고 갑시다
- 토요일 : 토요일을 부탁해,권태은의 뮤직토크(with 권태은)
- 일요일 : 원곡 VS 리메이크, 세곡만

## 종영 코너
뮤직 브리핑
팝게스트 with 태인영
Lonely 나~ with 박완규
기쁜 밤 '희야(喜夜)' with 추가열
원더풀 초대석
원더풀스토리
여러분 아프지 마세요! with 한민관
그것과 당신의 이야기 with 서재혁, 채제민
혼자듣니?
영원한 친구 with 김종서
사람의 품격
여기는 상암동 영화마을 with 채제민 서재혁
중학퀴즈 with 한민관
음악시간 with 자전거 탄 풍경
또 혼자듣니?
요들송 퀴즈
원더풀 극장
퀴즈로 찾아듣는 한국 대중음악 명반
원더풀 식탁
대답없는 너 with 김종서
그땐 그랬지
사연과 신청곡
시간속의 향기
아름다운 너에게
오늘, 나의 하루는
작은 우체통
타임리스
읽어줄게요
내 사람
권태은의 뮤직토크
마음 카페
원곡 VS 리메이크, 세곡만
아내에게 바치는 노래, 남편에게 바치는 노래(with 전영미)

## 수상 목록
- 2020년 MBC 방송연예대상 라디오부문 신인상 (강수지)